# الشطبتان (الأفلاج)
الشَّطْبَتَان مثنى «شطبة». وهما واديان متجاوران يقعان في الأفلاج، مصبهما في منطقة المقرن أسفل الأفلاج. ويقرب طول هذين الواديين من ثلاثمائة كيل. وينحدران من قمة العارض نحو الشرق. يقال للوادي الجنوبي من هذين الواديين الآن الضبعية، وللشمالي منهما الشطبة، ويقعان جنوبي وادي الهدار. وفيهما نخيل ومزارع وماه، وفي وادي الشطبة بئر العجلية.

## التاريخ
ذكرت الشطبتان في عدد من المصادر التاريخية، قال ياقوت الحموي: «الشطبتان وحرم أودية لبني الحريش بن كعب بأرض اليمامة، بها نخل وزرع... قال السكوني: وفي العارض من وراء أكمة بينها وبين مهب الشمال "الشطبتان"... وقال أبو زياد الكلاني: الشطبتان باليمامة فلج من الأفلاج.» وقال أبو محمد الهمداني: «ثم الشطبتان وهما نخل ومياه لبني الحريش.» وقال الأصفهاني في بلاد العرب: «وللحريش واد يدفع على صداء يسمى الهدار، لا يشركهم فيه أجد، وحذاؤه الشطبتان، وهما واديان فيهما نخيل، وهما للحريش وقشير.»
وسكان الشطبة في الوقت الحاضر «الخضران» من الدواسر.